# アンデス地獄の彷徨
『アンデス地獄の彷徨』（アンデスじごくのほうこう）は、1976年に公開されたメキシコ・アメリカ合作映画作品。

## 概要
1972年にアンデス山脈中のウルグアイ、チリ、アルゼンチンの国境付近で墜落し、生存者たちが仲間の死体を食べて生還した実際の遭難事故であるウルグアイ空軍機571便遭難事故を題材にしたドキュメンタリー映画作品で、原題は「SUPERVIVIENTES DE LOS ANDES」。アメリカ公開時には「SURVIVE!」のタイトルで公開され、日本では劇場未公開、ビデオ版のみアメリカ公開版が公開された。邦題は「アンデス地獄の彷徨 航空機墜落・極限の乗客たち」。
同じ題材を扱った映画作品として、『アンデスの聖餐』（1975年）、『Alive: 20 Years Later』（1993年）、『生きてこそ』（1993年）、『アライブ 生還者』（2007年）『雪山の絆』（2023年）がある。

## あらすじ
| - 監督: ルネ・カルドナ - 製作: ルネ・カルドナ・Jr、ルネ・カルドナ - 製作総指揮: ロバート・スティグウッド、アラン・カー - 原作: クレイ・ブレア・Jr - 脚本: ルネ・カルドナ・Jr - 音楽: ジェラルド・フリード、ラウル・ラヴィスタ | 出演者 - 役名 - ウーゴ・スティグリッツ - フランシスコ - ノーマ・ラサレノ - シルビア - ルス・マリア・アギラル - マデロ夫人 - フェルナンド・ララニャーガ - マデロ - ロレンソ・デ・ロダス - パブロ・フェレル ラウル - ホセ・エリアス・モレノ - ロドリゴ・フェルナンデス - フェルナンド・パラヴィシーニ |